# Martin Doktor
Martin Doktor (Polička, 21 mei 1974) is een Tsjechisch kanovaarder.
Doktor won tijdens de Olympische Zomerspelen 1996 de gouden medaille op zowel de 500 meter en de 1000 meter.

## Belangrijkste resultaten

### Olympische Zomerspelen
| Editie | Plaats  | Resultaten               |
| ------ | ------- | ------------------------ |
| 1996   | Atlanta | C-1 500m C-1 1000m       |
| 2000   | Sydney  | 8e C-1 500m 8e C-1 1000m |
| 2004   | Athene  | 5e C-1 500m 4e C-1 1000m |

### Wereldkampioenschappen vlakwater
| Jaar | Plaats      | Resultaten                          |
| ---- | ----------- | ----------------------------------- |
| 1995 | Duisburg    | C-1 500 m · C-1 1000 m              |
| 1997 | Dartmouth   | C-1 500 m · 200 m · C-1 1000 m      |
| 1998 | Szeged      | C-1 200 m · C-1 1000 m · C-4 1000 m |
| 1999 | Milaan      | C-1 200 m · C-1 500m · C-1 1000 m   |
| 2001 | Poznań      | C-1 1000 m                          |
| 2003 | Gainesville | C-1 200 m · C-1 500 m               |

1976: Aleksandr Rogov ·
1980: Sergej Postrechin ·
1984: Larry Cain ·
1988: Olaf Heukrodt ·
1992: Nikolai Boechalov ·
1996: Martin Doktor ·
2000: György Kolonics ·
2004: Andreas Dittmer ·
2008: Maksim Opalev
1936: Francis Amyot ·
1948: Josef Holeček ·
1952: Josef Holeček ·
1956: Leon Rotman ·
1960: János Parti ·
1964: Jürgen Eschert ·
1968: Tibor Tatai ·
1972: Ivan Patzaichin ·
1976: Matija Ljubek ·
1980: Ljoebomir Ljoebenov ·
1984: Ulrich Eicke ·
1988: Ivans Klementjevs ·
1992: Nikolai Boechalov ·
1996: Martin Doktor ·
2000: Andreas Dittmer ·
2004: David Cal ·
2008: Attila Vajda ·
2012: Sebastian Brendel ·
2016: Sebastian Brendel ·
2020: Isaquias Queiroz ·
2024: Martin Fuksa
- Nationale Bibliotheek van Tsjechië: jn20030901025
- Virtual International Authority File: 84099822